# Karol Płudowski
Karol Płudowski (ur. 10 października 1952 w Warszawie) – polski pieśniarz i turysta. Twórca, wykonawca i popularyzator piosenek z nurtu piosenki turystycznej, autorskiej i studenckiej (niekiedy żeglarskiej); autor tekstów, gitarzysta, niegdyś grający także na bałałajce. Piosenka jego autorstwa pt. Taka piosenka stała się turystycznym evergreenem.

## Życiorys
Urodził się w rodzinie o silnych tradycjach walki o wyzwolenie narodowe i społeczne. Jego ojciec był m.in. edytorem i dziennikarzem, pisał także wiersze i eseje; jako student był sekretarzem redakcji czasopisma Głos wolnych. Podczas przemian październikowych w 1956 roku współpracował z pismem Po prostu i wydawał broszury w ramach tzw. Biblioteczki Po prostu. Matka artysty pracowała m.in. jako tłumacz gości zagranicznych. 
W 1970 roku Karol Płudowski zdał egzamin maturalny w Państwowym Liceum Sztuk Plastycznych. W latach 1971–1982 studiował na Wydziale Psychologii i Pedagogiki Uniwersytetu Warszawskiego. Podczas urlopu dziekańskiego (lata 1977/1978) skończył Szkołę Oficerów Rezerwy. W czasie studiów udzielał się społecznie – był m.in. pomysłodawcą i współzałożycielem studenckiego klubu wydziałowego o nazwie „Mini Klub”. W 1974 roku zadebiutował, jako śpiewak, w grupie turystycznej „Jery”, złożonej ze studentów UW. Członkami zespołu oprócz niego byli, m.in.: Hanna Basista, Ewa Gaworska, Anna Woyda, Marian Orlikowski. W tym samym roku na Giełdzie Piosenki Turystycznej w Szklarskiej Porębie z ansamblem wystąpili: rodzeństwo Barabara i Jan Sobolewscy oraz Stanisław Szczyciński. Inne zespoły Karola Płudowskiego, już jako lidera i założyciela to m.in. „Znienacka” w którego skład wchodzili także: Iwona Piastowska, Sławomir „Waza” Noszczyk, Dariusz Prądzyński, Anna Sołtyńska i „Zdarza się”. W latach 80. XX w. grał też, m.in. z Wojciechem Czemplikiem (skrzypce; później Stare Dobre Małżeństwo), Jackiem Wolskim (Osjan; gitara solowa) i Stefanem Błaszczyńskim (flet; później Brathanki). Po wprowadzeniu stanu wojennego, w 1982 porzucił studia (na etapie pisania pracy magisterskiej), by poświęcić się animowaniu alternatywnego ruchu społecznego, jakim był wówczas ruch studencki spod znaku piosenki turystycznej i rzucić się w wir koncertowania. Działalność artystyczną łączył z turystyczną. Uprawiał turystykę kwalifikowaną, głównie pieszą-plecakową, sporadycznie żeglarstwo. Brał udział w rajdach z różnymi klubami turystycznymi, m.in. Studenckie Koło Przewodników Beskidzkich (Bieszczady, Beskid Niski), Uniwersytecki Klub Turystyczny „Unikat” (klub turystyczny Uniwersytetu Warszawskiego), Klub PTTK „Wagusy”, czy klub Wydziału Polonistyki U.W. „Jery” w ramach którego powstała grupa turystyczna i śpiewacza o tej samej nazwie. Oprócz piosenek autorskich (z własnym tekstem i muzyką), bard wykonuje także piosenki turystyczne innych autorów i jest znakomitym interpretatorem pieśni ludowych (głównie łemkowskich, ukraińskich, rosyjskich). Największym przebojem Karola Płudowskiego jest Taka piosenka, napisana w 1979 roku i od czasu powstania wykonywana przez niego na wielu festiwalach piosenki turystycznej i studenckiej. Utwór ten został pieśniarzowi skradziony przez zespół discopolowy Bayer Full. Sprawa została rozstrzygnięta w postępowaniu cywilnym na korzyść jej autora. 

Moje utwory często pod prostą lub żartobliwą formą nacechowane są głęboką (jak mniemam) refleksją nad ludzkim życiem i losem. Chcą patrzeć odważnie w twarz problemom, nie zapominając o tym, że żyjemy przecie w najpiękniejszym ze światów.

Dopiero w 2006 roku Płudowski ukończył przerwane studia, pisząc i broniąc pod kierunkiem prof. Ireny Wojnar pracę magisterską pt. Studencki Ruch Piosenki Turystycznej. Współpracował z Programem III, współtworząc z Januszem Deblessemem niektóre audycje z cyklu „Gitarą i piórem”. Wielokrotnie organizował imprezy kulturalne, m.in. w ramach jego autorskiego cyklu Gdzie góry chmurom dłoń podają (śpiewanki turystyczne i dwu medialna impreza etniczna Łemkowska Biesiada). Dnia 26 listopada 2010 roku został uhonorowany nagrodą publiczności na 28. Międzynarodowym Festiwalu Bardów "OPPA" za wykonanie autorskiej piosenki Do bardów. W czerwcu 2012 roku nakładem Stowarzyszenia Literacko-Muzycznego „Ballada”, w formie śpiewnika z akordami gitarowymi ukazała się płyta artysty pt. Taka piosenka. Nagrania zarejestrowano w Studio 33 w Gdańsku, należącym do gitarzysty zespołu Bez Jacka Mariusza Wilkego (realizacja dźwięku, aranżacje oraz partie gitary basowej i solowej).

## Ogólna tematyka piosenek Karola Płudowskiego
W twórczości Karola Płudowskiego można znaleźć liczne tematy autorefleksyjne: kim jestem, jaką mam wybrać drogę, jaką rolę widzę dla siebie w tym świecie (np. Kiedyś, Do przyjaciół, Wiosna 1980, Świerszcz za kominem), w tym autobiograficzne (np. Kiedyś, Esban, Na przyjazd do Łodzi, Carpe diem). Ostatecznym punktem odniesienia, wiarą – lecz nie w sensie religijnym – jest Natura. To za nią należy podążać i z niej czerpać, ponieważ język natury może nam coś powiedzieć o nas samych i otaczającym nas świecie (Leśna rozmowa, Spacer po wiatrołomie, Pośród świata). A ratunek może nam przynieść niezłomna radość żywa, prosta mądrość w każdym z nas (Pośród świata). W piosenkach Płudowskiego można odnaleźć również akcenty moralizatorskie, gdyż autor chce być kimś, kto wskazuje nam drogę, kto zwraca uwagę na nieetyczne postawy ludzkie i wreszcie kimś, kto próbuje odpowiedzieć na zasadnicze pytanie egzystencjalne: jak żyć (Taka piosenka, Piosenka uliczna, Carpe diem, Spacer po wiatrołomie). Jako bard Karol Płudowski bardzo wysoko umiejscawia rolę, jaką w społeczeństwie powinien odgrywać bard, zarzucając wielu, spośród tytułujących się tym mianem, gnuśność myśli, manipulację emocjami, cynizm, swoisty chochołowy myśli tan. Według Płudowskiego, bard powinien być drogowskazem, który wskazuje ludziom, jak godnie i sprawiedliwie żyć, jakie dążenia i aspiracje są szlachetne, powinien pomagać ludziom w odnajdywaniu właściwych myśli i budzić ich sumienia, jednakże znaczna część bardów zamiast zajmować się sprawami „wyższej wagi” poświęca czas na krytykowanie i obmawianie swych kolegów bardów (Do bardów).  

## Wpływ na innych artystów
Po piosenkę Karola Płudowskiego pt. Piosenka uliczna sięgnął harcerski zespół wokalno-instrumentalny Wołosatki.

## Dyskografia

### Albumy
- Taka piosenka (CD, SLM Ballada 2012)